# Dana
Dana（デイナ）は、有限会社リムアーツの乗松知博が開発したMicrosoft Windows (Windows) 向けのテキストエディタである。
同作者がかつてリリースしていたMS-DOS用のテキストエディタ「Elis」の機能を継承しつつ、32ビットWindowsアプリケーションとして、全く新しいコンセプトのもとに開発された（なお、「Elis」をリリースしていた頃の作者は「Carty」というハンドルを使用していたが、同一人物である）。
作者は電子メールクライアントとして広く使用されるBecky! Internet Mail (Becky!) も手がけており、現在ではそちらのバージョンアップが優先されてDanaのバージョン更新は比較的滞っている状態となっている。Becky!にはDanaがサブセットとして組み込まれており、メール文章の編集に利用されている。

## 特徴

### Dana Script
エディタマクロとして、Visual Basic似のスクリプト言語「Dana Script」が実装されている。動作的には若干重い傾向があるものの、GUI系の命令が多いため、テキストエディタの付属マクロとしては比較的グラフィカルなスクリプトを作成することができる。
内部的には仮想スタックマシン用のコードを吐くコンパイラとなっている。また、こういった組み込みのマクロ処理系にはグローバル変数しかなく普通に再帰ができないものも多いが、Dana Scriptはそういった制限がなく自由に再帰呼び出しができる。

### 色分け表示
拡張子によって判別したファイルの種類を元に、キーワードの色分け表示ができる。初期設定のキーワードは比較的豊富であり、特にユーザ定義しなくてもある程度使えるが、キーワードが増えるに従って登録メニュー表示が視覚的に解りづらくなる。

### ユーザインタフェース
ユーザインタフェースとして、近年のWindowsエディタで主流のSDI (Single Document Interface) ではなく、MDI (Multiple Document Interface) を採用しているため、他のWindows用テキストエディタから移行したユーザには慣れが必要。

### キーバインド
Becky!へ組み込まれているDanaと基本は同じであるため、キーバインドが共通している（一部異なる）。このため、Becky!ユーザが単体でDanaを利用する場合にも慣れ易いという利点がある。

## サポート
現在、Danaの動作に関するサポートは、有限会社リムアーツの運営する電子掲示板（DanaサポートBBS）で行われており、作者によるサポートを直接受けることができる。